# مزرعة دانش (سرتشهان)
مزرعة دانش (بالإنجليزية: Mazraeh-ye Danesh, Fars)‏ هي منطقة سكنية تقع في إيران في قسم سرتشهان الريفي.